# Hagle
Hagle ist ein im Jahr 2020 gegründetes norwegisches Country-Rap-Musikduo. Das Duo setzt sich aus André Jensen und Olav Tokerud zusammen.

## Geschichte
Das Duo wurde von André Jarnvig Jensen und Olav Tokerud im Herbst 2020 gegründet. Beide Rapper stammen aus Mysen und machten bereits in ihrer Jugend gemeinsam Musik. Jensen war vor der Gründung von Hagle längere Zeit als Musikproduzent tätig. Als solcher arbeitete er unter anderem mit Staysman zusammen. Tokerud arbeitete als Künstler und Zeichner. Größere Bekanntheit erlangte Hagle bereits mit seinen ersten Liedern, da diese bei der bei Norsk rikskringkasting (NRK) ausgestrahlten TV-Serie Rådebank verwendet wurden. Im Jahr 2021 konnte sich das Duo mit mehreren Liedern in den Musikcharts platzieren.
Beim Musikpreis Spellemannprisen 2021 gewann das Duo den Newcomer-Preis sowie in der Festmusik-Kategorie. Zudem war es mit Ærmen i kærmen in der Kategorie für das Lied des Jahres nominiert. Jensen arbeitete neben seiner Tätigkeit für Hagle weiter als Songwriter und schrieb so unter anderem an After Like der südkoreanischen Girlgroup Ive mit. Im Dezember 2022 veröffentlichte Hagle das Album Bassen i bagasjen.

## Stil
In seinen Liedern arbeitet Hagle unter anderem Elemente aus der norwegischen Volksmusik sowie modernere Beats ein. Die beiden Duomitglieder rappen in ihrem Heimatdialekt über das Leben auf dem Land.

## Auszeichnungen
Spellemannprisen
- 2021: „Durchbruch des Jahres“
- 2021: „Partymusik“
- 2021: Nominierung, Kategorie „Lied des Jahres“ für Ærmen i kærmen
- 2023: Nominierung, Kategorie „Partymusik“
- 2024: Nominierung, Kategorie „Partymusik“

## Diskografie

### Alben
| Jahr | Titel             | Höchstplatzierung, Gesamtwochen, AuszeichnungChartsChartplatzierungen (Jahr, Titel, Platzierungen, Wochen, Auszeichnungen, Anmerkungen) | Anmerkungen                            |
| Jahr | Titel             | NO | Anmerkungen                            |
| ---- | ----------------- | --- | -------------------------------------- |
| 2022 | Bassen i bagasjen | NO4 (… Wo.)NO | Erstveröffentlichung: 2. Dezember 2022 |

### Singles
| Jahr | Titel Album                           | Höchstplatzierung, Gesamtwochen, AuszeichnungChartsChartplatzierungen (Jahr, Titel, Album, Platzierungen, Wochen, Auszeichnungen, Anmerkungen) | Anmerkungen                                                          |
| Jahr | Titel Album                           | NO | Anmerkungen                                                          |
| ---- | ------------------------------------- | --- | -------------------------------------------------------------------- |
| 2021 | Ærmen i kærmen Bassen i bagasjen      | NO12 ×2Doppelplatin · (23 Wo.)NO | Erstveröffentlichung: 5. Februar 2021                                |
| 2021 | Bøgda Bassen i bagasjen               | NO5 ×3Dreifachplatin · (24 Wo.)NO | Erstveröffentlichung: 19. März 2021 mit Staysman                     |
| 2021 | Ærbeskær Bassen i bagasjen            | NO10 ×2Doppelplatin · (21 Wo.)NO | Erstveröffentlichung: 30. April 2021                                 |
| 2021 | Kjerring i fra by’n Bassen i bagasjen | NO5 Platin · (12 Wo.)NO | Erstveröffentlichung: 4. Juni 2021 mit Halva Priset                  |
| 2021 | Ronny og Ragge Bassen i bagasjen      | NO25 Gold · (1 Wo.)NO | Erstveröffentlichung: 8. Oktober 2021                                |
| 2021 | Rullær Bassen i bagasjen              | NO11 Platin · (3 Wo.)NO | Erstveröffentlichung: 29. Oktober 2021 mit Den BB                    |
| 2022 | Medbrakt Bassen i bagasjen            | NO20 Gold · (3 Wo.)NO | Erstveröffentlichung: 7. Januar 2022 mit Ringnes-Ronny               |
| 2022 | Felleskjøpet-dress Bassen i bagasjen  | NO27 Gold · (2 Wo.)NO | Erstveröffentlichung: 22. April 2022                                 |
| 2022 | Høl i potta Bassen i bagasjen         | NO13 Platin · (4 Wo.)NO | Erstveröffentlichung: 20. Mai 2022 mit ZadeKing und Blåsemafian      |
| 2022 | Gatebil Bassen i bagasjen             | NO18 Gold · (2 Wo.)NO | Erstveröffentlichung: 4. Juli 2022 mit Tix                           |
| 2023 | Rom & Cola –                          | NO28 (1 Wo.)NO | Erstveröffentlichung: 3. März 2023 mit Den BB                        |
| 2023 | Gamleveien –                          | NO9 Gold · (6 Wo.)NO | Erstveröffentlichung: 31. März 2023 mit Sputnik und Staysman         |
| 2023 | Danse på panseret –                   | NO17 Gold · (4 Wo.)NO | Erstveröffentlichung: 11. Mai 2023 mit BEK & Moberg                  |
| 2023 | Langt av sted –                       | NO24 (2 Wo.)NO | Erstveröffentlichung: 30. Juni 2023                                  |
| 2023 | Dum i haue –                          | NO12 Gold · (6 Wo.)NO | Erstveröffentlichung: 30. Juni 2023 mit Sandra Lyng                  |
| 2024 | Mekke bil –                           | NO32 (1 Wo.)NO | Erstveröffentlichung: 15. März 2024 mit Tor-Anders Ringnes           |
| 2024 | Søv når æ dør –                       | NO34 (1 Wo.)NO | Erstveröffentlichung: 20. September 2024 mit Carina Dahl             |
| 2024 | Raggarnissen –                        | NO15 (6 Wo.)NO | Erstveröffentlichung: 22. November 2024 mit Sandra Lyng und Staysman |
| 2025 | Tappa kontroll (Reaktorn) –           | NO64 (1 Wo.)NO | Erstveröffentlichung: 11. April 2025                                 |
| 2025 | Fest i Trøndelag –                    | NO32 (… Wo.)NO | mit Carina Dahl Erstveröffentlichung: 23. Mai 2025                   |

Weitere Singles
- 2020: Traktor (NO: Gold)
- 2020: Født til å ragge (NO: Platin)
- 2020: Det årnær sæ (NO: Gold)